# Easy Breezy
Singles de Utada
Devil Inside
(2004)
Singles par Hikaru Utada
Dareka no Negai ga Kanau Koro
(2004)
Easy Breezy est le premier single d'Utada (sous ce nom), sorti en 2004. Une vidéo homonyme sort aussi peu après.

## Single
La chanson-titre sort au format digital en téléchargement le 3 août 2004 sur le label Island Def Jam. Elle est écrite (en anglais), composée et interprétée par Hikaru Utada. C'est la première sortie de la chanteuse sous son seul nom "Utada" qu'elle utilise désormais pour ses sorties sur ce label américain (elle sort en parallèle des disques au Japon sous son nom complet pour un autre label) ; elle avait déjà sorti quelques disques aux États-Unis à la fin des années 1990, sous le pseudonyme Cubic U.
Le single ne sort pas au format physique (CD) et ne se classe donc pas à l'Oricon au Japon. Une version physique promotionnelle est toutefois envoyée aux radios, mais contient une version raccourcie de la chanson ("Radio Edit"). Une version remixée par Stacy Mier ("94BPM") figure sur la compilation Ultimix 108 destinée aux DJ. 
La chanson-titre originale figurera sur l'album Exodus qui sort le mois suivant, ainsi que sur la compilation Utada the Best  de 2010. Elle est utilisée comme thème musical d'une publicité pour Nintendo DS.  
| 1. | Easy Breezy | 4:03 |

| 1. | Easy Breezy (Radio Edit)    | 3:04 |
| 2. | Easy Breezy (Call Out Hook) | 0:13 |

## Vidéo
Easy Breezy est une vidéo musicale d'Utada (Hikaru Utada), sortie au format DVD le 6 octobre 2004 au Japon, deux mois après le single digital homonyme. Il atteint la 15e place du classement des ventes de DVD de l'Oricon et reste classé pendant 7 semaines. C'est un "DVD single" contenant le clip vidéo de la chanson-titre du single et son making of ; le clip est réalisé par Jake Nava.
| 1. | Making of Easy Breezy    |  |
| 2. | Easy Breezy (clip vidéo) |  |